# Абдыманапов, Сарсенгали Абдыгалиевич
Сарсенгали Абдыгалиевич Абдыманапов (каз. Сәрсенғали Әбдіғалиұлы Әбдіманапов, род. 15 сентября 1949, с. Ирсу, Красногорский район, Жамбылская область, КазССР) — советский и казахстанский учёный, доктор педагогических наук, профессор математики. С 2004 по 2008 годы ректор Евразийского национального университета им. Л. Н. Гумилёва. С 2012 по 2022 годы являлся ректором Казахского университета экономики, финансов и международной торговли.

## Биография
1967 год — Выпускник средней школы-интернат № 289 станции Отар Красногорского района Жамбылской области
1967—1972 годы — студент специальности «Математика» механико-математического факультета Казахского государственного университета имени С. М. Кирова.
1972—1976 годы — ассистент, преподаватель кафедры «Дифференциальные и интегральные уравнения» Карагандинского государственного университета.
1976—1979 годы — аспирант Института математики и механики Академии наук Казахской ССР.
1980—1986 годы — старший преподаватель кафедры «Дифференциальные и интегральные уравнения» Карагандинского государственного университета.
1986 год -Присвоение учёного звания доцента по специальности «Математика» на основании решения Высшей аттестационной комиссии СССР
1982 год — защита диссертации на соискание учёной степени кандидата физико-математических наук.
1990—1992 годы — заведующий кафедрой «Дифференциальные и интегральные уравнения» Карагандинского государственного университета им. Е.А. Букетова.
1992—1993 годы — декан математического факультета Карагандинского государственного университета им. Е.А. Букетова.
1993—2000 годы — проректор по учебной работе Карагандинского государственного университета им. Е.А. Букетова.
1995 год — Член-корреспондент Международной Академии информатизации.
1996 год — Академик Международной академии наук экологии, безопасности человека и природы (Россия).
1997 год — Член-корреспондент Международной академии наук Высшей школы по Санкт-Петербургскому отделению.
1997 год — Присвоение учёного звания профессора по специальности «Математика» на основании решения Высшей аттестационной комиссии при Кабинете Министров Республики Казахстан.
1999 год — защита диссертации на соискание учёной степени доктора педагогических наук.
2000 год — Действительный член (академик) Международной Академии информатизации.
2001 год — Биографические данные С. А. Абдыманапова включены в Международный сборник персоналий «Лидеры науки, технологии и инженерии» (1-е издание, Американский Биографический институт США)
2002 год — Международным Биографическим центром включено имя в издание «2000 Выдающихся интеллектуалов XXI века» в области педагогики высшего образования
2003 год — Имя С. А. Абдыманапова включено в инаугурационное издание «Живые Легенды» в области науки, опубликованном Международным Библиографическим Центром (Кембридж, Англия)
2003 год — Награда «Человек года» Американским Биографическим институтом (Северная Каролина, США)
2000—2004 годы — Первый проректор Евразийского национального университета им. Л. Н. Гумилёва.
2002—2008 годы — Заместитель Генерального директора Международного географического центра (Кембридж, Великобритания).
2004—2008 годы — Ректор Евразийского национального университета им. Л. Н. Гумилёва.
2004—2008 годы — Председатель Республиканского совета ректоров вузов Республики Казахстан, член Республиканского учебно-методического совета высшего и послевузовского образования Министерства образования и науки Республики Казахстан, член Коллегии Министерства образования и науки Республики Казахстан.
2004 год — Член Королевской академии докторов Испании.
2005—2008 годы — Член Комиссии по вопросам помилования при Президенте Республики Казахстан, Национальной комиссии по делам ЮНЕСКО.
2006—2008 годы — Заместитель председателя Ассоциации содействия ООН в Республике Казахстан.
2006—2008 годы — Председатель Совета директоров Казахстанско-Китайского института конфуция.
2007 год — Вице-президент Всемирного конгресса искусств, наук и коммуникаций (Лондон, Великобритания).
2008 год — Член Совета директоров, Президент АО «Акмолинский финансово-экономический колледж».
2009 год — Председатель Правления, Президент АО «Финансовая академия».
С 2012—2022 годы — Ректор Казахского университета экономики, финансов и международной торговли.

## Награды
- Нагрудный знак «Отличник образования Республики Казахстан».
- Благодарственное письмо Президента Республики Казахстан Н. А. Назарбаева в честь 10-летия независимости Республики Казахстан.
- Нагрудный знак «За заслуги в развитии науки Республики Казахстан».
- Нагрудный знак «Почётный работник образования Республики Казахстан».
- Медаль Королевской Академии докторов Испании.
- Медаль «60 лет освобождения Украины от немецко-фашистских захватчиков» (Украина, 2004).
- Международная награда «Объединённая Европа» за личный вклад в развитие европейской интеграции (Оксфорд, Великобритания).
- Медаль Министерства образования и науки Республики Казахстан «Лучший ректор».
- Государственная награда — орден «Құрмет».
- Юбилейная медаль «Қазақстан Конституциясына 10 жыл».
- Нагрудный знак «Ыбырай Алтынсарин» за значительные успехи в деле обучения и воспитания подрастающего поколения.
- Юбилейная медаль «Астананың 10 жылдығы».
- Юбилейная медаль «65 лет Победы в Великой Отечественной войне 1941—1945 гг.».
- Юбилейная медаль «20-летие независимости Республики Казахстан».
- Благодарственное письмо Президента Республики Казахстан К-Ж. К. Токаева.
- Почётное звание «Қазақстанның еңбек сіңірген қайраткері».
- Благодарственное письмо Лидера нации Н. Назарбаева за организацию проведения выборов в Мажилис Парламента РК.
- Памятная медаль к 25-летию ЕНУ им. Л. Н. Гумилёва.